# Campo Número Veintiséis
Campo Número Veintiséis är en ort i Mexiko.   Den ligger i kommunen Cusihuiriachi och delstaten Chihuahua, i den nordvästra delen av landet, 1 300 km nordväst om huvudstaden Mexico City. Campo Número Veintiséis ligger 2 073 meter över havet och antalet invånare är 266.
Terrängen runt Campo Número Veintiséis är platt västerut, men österut är den kuperad. Runt Campo Número Veintiséis är det mycket glesbefolkat, med 4 invånare per kvadratkilometer. Närmaste större samhälle är Cuauhtémoc, 8,3 km norr om Campo Número Veintiséis. Omgivningarna runt Campo Número Veintiséis är i huvudsak ett öppet busklandskap.